# Đôn phi
Đôn phi Uông thị (chữ Hán: 惇妃汪氏, 27 tháng 3 năm 1746 - 6 tháng 3 năm 1806), Chính Bạch kỳ Bao y, là một phi tần rất được sủng ái vào thời kì vãn niên của Thanh Cao Tông Càn Long Hoàng đế. Bà là mẹ của Cố Luân Hòa Hiếu Công chúa, vị công chúa được Càn Long Đế sủng ái thời kỳ sau.

## Tiểu sử

### Thuở đầu nhập cung
Đôn phi Uông thị sinh vào ngày 6 tháng 3 (âm lịch) năm Càn Long thứ 11 (1746), xuất thân Bao y thuộc Chính Bạch kỳ. Tổ phụ là Tái Tất Đồ (賽必圖), cha của bà là Đô thống Tứ Cách (四格), đương khi ấy làm Tổng quản ở Nội vụ phủ. Trong nhà bà còn có người anh em là Ba Ninh A (巴寧阿).
Năm Càn Long thứ 29 (1764), ngày 18 tháng 10, Uông thị được phong là Vĩnh Thường tại (永常在). Căn cứ theo xuất thân Chính Bạch kỳ Bao y, Uông thị chỉ có thể tham gia Nội vụ phủ tuyển tú thường niên mà trở thành Cung nữ tử, sau đó mới được sủng hạnh thăng làm phi tần. Do tư liệu thiếu hụt, đến nay vẫn không rõ Uông thị có được dạy quy củ ở Nội đình chủ vị hay không.
Năm Càn Long thứ 33 (1768), căn cứ theo Thiêm giảm để đương (添減底檔) ghi lại, vào ngày 8 tháng 6 (âm lịch), Vĩnh Thường tại Uông thị từng được tấn làm Quý nhân. Năm thứ 36 (1771), ngày 27 tháng 1, Vĩnh Thường tại Uông thị phục phong Quý nhân, đại biểu rằng Uông thị trong vòng 3 năm có thể đã bị hàng vị, nguyên nhân không rõ. Căn cứ theo Viên Minh viên hồ sơ (圓明園檔案), vào ngày 9 tháng 6 cùng năm, có ghi lại ban thưởng cho "Vĩnh Thường tại", có thể thấy Uông thị phục vị chưa được quá 5 tháng lại bị giáng làm Thường tại.
Cuối cùng sang ngày 10 tháng 10 cùng năm, chiếu tấn Đôn tần (惇嬪). Trước mắt không rõ Uông thị là từ Vĩnh Thường tại thăng Tần, hay phục làm Quý nhân rồi mới thăng lên. Theo Hồng xưng thông dụng, "Đôn" của Uông thị có Mãn văn là 「Jingji」, có nghĩa là "ổn trọng". Ngày 28 tháng 11, lấy Hiệp Bạn đại học sĩ Hình bộ Thượng thư Quan Bảo (官保) làm Chính sứ, Lễ bộ Thị lang Đức Phúc (德福) làm Phó sứ, hành Đôn tần sách phong lễ.

### Đắc sủng phong Phi
Năm thứ 39 (1774), tháng 9, lại thăng Đôn phi (惇妃). Tháng 11 cùng năm, lấy Đại học sĩ Thư Hách Đức (舒赫德) làm Chính sứ, Lý Phiên viện Thượng thư thự Lễ bộ Thượng thư Tố Nhĩ Nột (素尔讷) làm Phó sứ, hành Đôn phi sách phong lễ.
Sau khi làm lễ, khiển quan viên đến tế cáo Thái miếu, Phụng Tiên điện việc sách phong Đôn phi. Việc này cho thấy ân sủng của Uông thị, năm đó chỉ có một mình bà sách phong, lại chỉ ở vị trí Phi mà hưởng tế cáo Thái miếu và Phụng Tiên điện, một loại lễ tế mà Càn Long Đế chỉ cử hành khi sách phong Quý phi. Theo sử kí ghi lại, Đôn phi khi ấy là chủ vị Dực Khôn cung, khi Hòa Thạc Hòa Khác Công chúa mất, con gái duy nhất của công chúa là Đại cách cách được đưa vào Dực Khôn cung giao cho Đôn phi nuôi dưỡng. Ngoài ra, Đôn phi từ khi đắc sủng thường xuyên bên cạnh Càn Long Đế, như việc bà được ở trong Đông nhĩ phòng của Dưỡng Tâm điện - nơi thường chỉ dành cho Hoàng hậu. Theo biểu hiện, thời gian Đôn phi đi theo Càn Long Đế tương đối thường xuyên, than dùng không theo phân lệ cố định mà tùy lạnh hoặc nóng mà điều chỉnh thích hợp.
Năm Càn Long thứ 40 (1775), ngày 3 tháng 1 (âm lịch), Đôn phi Uông thị đã hạ sinh Thập công chúa - con gái út của Càn Long Đế, tức Cố Luân Hòa Hiếu Công chúa. Càn Long Đế rất yêu thương công chúa. Cùng năm áy tháng 8, đại phu Trần Thế Quan chẩn bệnh Đôn phi mang thai. Năm thứ 41 (1776), ngày 22 tháng 4 (âm lịch), Hiệp bạn Đại học sĩ Anh Liêm (英廉) dẫn xem mạch cho Đôn phi cùng Thuận phi. Ngày 28 tháng 4, đại phu Trần Thế Quan cùng La Hành thỉnh Đôn phi đã mang thai đủ tháng, nhưng hỉ mạch không sung thịnh. Đến ngày 28 tháng 5 cùng năm, xác định Đôn phi không mang thai.

### Thất sủng cuối đời
Năm Càn Long thứ 43 (1778), Đôn phi Uông thị đã đánh đập một cách nặng nề Cung nữ tử chỉ vì một sai lầm nhỏ và người Cung nữ tử này đã chết vì vết thương quá nặng. Giết người là một tội rất nghiêm trọng đối với luật pháp nhà Thanh, mà Cung nữ tử đều xuất thân Thượng tam kỳ Bao y, có luật pháp bảo hộ, nên Đôn phi Uông thị cũng bị trừng phạt rất nặng vì việc này. Tuy nhiên, tính đến Cố Luân Hòa Hiếu Công chúa sẽ bị ảnh hưởng nếu mẹ công chúa bị trừng phạt, cho nên Càn Long Đế đã giáng chức Uông thị xuống là Đôn tần. Thủ lĩnh thái giám Dực Khôn cung là Quách Tiến Trung (郭进忠) cùng Lưu Lương Nhân (刘良因) bị phạt thuế ruộng 2 năm, hai vị Tổng quản thái giám do không trình báo lên Hoàng đế cũng theo đó bị phạt thuế ruộng. Không dừng lại ở đó, Uông thị cũng bị buộc bồi thường cho gia đình của người hầu với 100 lượng bạc.
Năm Càn Long thứ 45 (1780), Uông thị đã phục hồi lại phong hiệu của mình là Đôn phi, tuy nhiên đã bị Càn Long Đế ghẻ lạnh. Năm Càn Long thứ 49 (1784), tháng giêng, có quan viên tấu thúc phụ của Đôn phi đã 「"Đánh chết chồng của vú nuôi Trịnh Lưu thị là Trịnh Vinh, còn đem thục nữ có chồng nạp làm thiếp"」. Cùng năm tháng 5, Dực Khôn cung có Cung nữ tử tự vẫn, nhưng do Càn Long Đế đang trai giới nên Tổng quản thái giám không dám bẩm báo. Tháng 10 cùng năm, lại có một Cung nữ tử tại Dực Khôn cung bị đánh trọng thương. Những năm về sau, Càn Long Đế dần cắt giảm các ban ân trong thọ thần của Đôn phi. Như thọ thần năm Càn Long thứ 50 (1785), khi Đôn phi được 40 tuổi, Càn Long Đế hạ chỉ dựa theo quy củ vốn có trong cung về sinh nhật của tước Phi, không gia ân gì thêm. Hay như thọ thần năm thứ 60 (1795), năm đó Đôn phi đã 50 tuổi, Càn Long Đế cũng quyết định thoái vị, ban cho 300 lượng làm mừng. Ấn trong cung quy củ, chủ vị một cung thời Càn Long qua 40 tuổi đã có [Chỉnh thọ; 整壽]. Khi Chỉnh thọ, Hoàng đế đều sẽ thưởng thêm một lượng lớn vật phẩm, kèm theo ngân lượng cũng tăng hơn hẳn ngày thường. Nhưng Đôn phi từ khi được tứ tuần 40 tuổi, mãi đến khi Càn Long Đế thoái vị đều án theo quy cách bình thường mà làm. Bởi vậy ân sủng của Đôn phi sau vụ ẩu đả Cung nữ tử thì liên tục bị cắt giảm, có thể thấy được sự kiêng kỵ của Càn Long Đế dành cho bà, dù Hoàng đế đã phục lại tước Phi cho bà.
Năm Gia Khánh nguyên niên (1796), tháng 11, Đôn phi chậm trễ thỉnh an Thái thượng hoàng, bị ra chỉ trách cứ:「"Đôn phi chậm trễ thỉnh an, lệ thưởng hằng năm 200 thỏi bạc cũng miễn đi!"」. Năm Gia Khánh thứ 11 (1806), ngày 17 tháng 1 (tức ngày 6 tháng 3 dương lịch), Đôn phi Uông thị qua đời, hưởng thọ 60 tuổi. Năm sau (1807), ngày 3 tháng 11 (âm lịch), bà được mai táng tại Phi viên tẩm của Dụ lăng, Thanh Đông lăng.

## Trong văn hóa đại chúng
Trong tiểu thuyết Hậu cung Như Ý truyện của Lưu Liễm Tử, có xuất hiện nhân vật [Uông Phù Chỉ; 汪芙芷]. Tuy nhiên, Uông Phù Chỉ xuất hiện sau khi nhân vật chính Như Ý (tức Kế hoàng hậu) qua đời vào năm Càn Long thứ 31. Dù thực tế, Đôn phi Uông thị đã trở thành Thường tại vào năm Càn Long thứ 29.
Khi tiểu thuyết được chuyển thể thành phim, diễn viên Khương Thụy Giai được công bố là người đảm nhiệm nhân vật Đôn phi Uông Phù Chỉ. Tuy nhiên sau đó, kịch bản phim có sự thay đổi, nhân vật Đôn phi đã được lược bỏ khỏi phim.